# 4minute
4Minute（フォーミニッツ、포미닛、ポミニッ）は、韓国の女性5人組のアイドルグループ。2009年6月15日にデビュー、2016年6月16日に解散。所属はCube Entertainment。日本でのレーベルはFar Eastern Tribe Records。韓国と日本を中心に、台湾、香港、フィリピンなどアジア各国で活動していた。グループ名には「4分間でそれぞれの魅力を披露する」という意味と「For minute（瞬間）にベストを尽くす」という意味が込められていた。

## メンバー
| 画像 | 名前     | 名前             | 名前     | 名前   | 名前         | 生年月日               | 身長     | 体重 | 血液型 | 兄弟姉妹 | 担当                           | 特技          | 趣味                   |
| 画像 | 芸名     | 本名             | ハングル | 漢字   | ローマ字     | 生年月日               | 身長     | 体重 | 血液型 | 兄弟姉妹 | 担当                           | 特技          | 趣味                   |
| ---- | -------- | ---------------- | -------- | ------ | ------------ | ---------------------- | -------- | ---- | ------ | -------- | ------------------------------ | ------------- | ---------------------- |
|      | ジヒョン | ナム・ジヒョン   | 남지현   | 南智賢 | Nam Jihyun   | 1990年1月9日（35歳）   | 167      | 52   | A      | 弟       | リーダー ボーカル              | バレエ ダンス | 面白ダンス             |
|      | ガユン   | ホ・ガユン       | 허가윤   | 許嘉允 | Heo Ga Yoon  | 1990年5月18日（34歳）  | 165      | 49   | O      | 兄       | メインボーカル                 | 歌            | 作詞 映画鑑賞          |
|      | ジユン   | チョン・ジユン   | 전지윤   | 田祉潤 | Jeon Ji Yoon | 1990年10月15日（34歳） | 165      | 47   | B      | 兄       | ボーカル ラップ                | 歌 ダンス     | 料理                   |
|      | ヒョナ   | キム・ヒョナ     | 김현아   | 金泫雅 | Kim Hyeon A  | 1992年6月6日（32歳）   | 164      | 44   | O      | 弟2人    | ボーカル ラップ                | ダンス ラップ | 料理 映画鑑賞          |
|      | ソヒョン | クォン・ソヒョン | 권소현   | 權昭賢 | Kwon So Hyun | 1994年8月30日（30歳）  | 162(160) | 45   | B      | 兄       | ボーカル ラップ マンネ(末っ子) | ダンス        | ビリヤード 勉強 バスケ |

## 来歴

### デビュー以前
4Minuteはジヒョン、ガユン、ジユン、ヒョナ、ソヒョンの5人により結成された。ヒョナは以前「Wonder Girls」のメンバーとして活動していたため、4Minuteで再デビューするということで注目を集めた。またソヒョンは過去に小学生3人組グループ「オレンジ」のメンバーとして活動していた。
「4分間で魅力を披露する」という意味と「for minute（瞬間）にベストを尽くす」という意味を込め、「4Minute」というグループ名が付けられた。

### 韓国での活動
2009年
2009年6月にシングル「Hot Issue」でデビューすると、各種音楽チャートで上位にランクインし、サイワールド・デジタル・ミュージック・アワードでは「今月の歌」に選ばれた。
8月にはミニアルバム『For Muzik』を発売。タイトル曲「Muzik」は各種音楽チャートで上位にランクインし、SBS「人気歌謡」でデビュー3ヶ月にして初の1位を獲得。第24回ゴールデンディスク賞で新人賞を受賞した。
10月からヒョナが「青春不敗」にレギュラー出演。
2010年

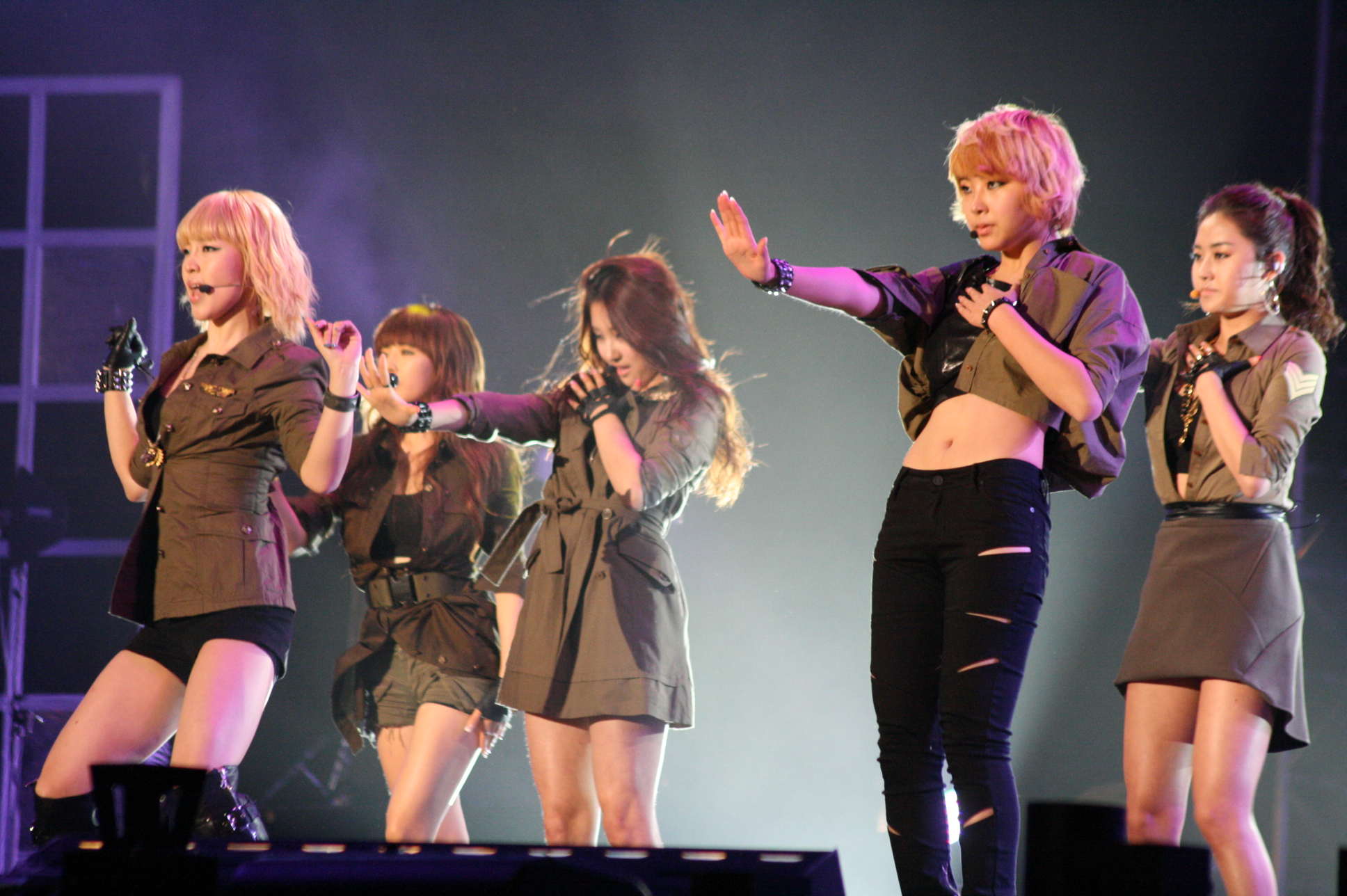
4minute（2010年）

1月のヒョナのソロ活動の後、4minuteは海外進出を開始した。2月のフィリピンでのショーケースライブでは約5000人、タイでのショーケースでは約7000人の観客を集めた。他にも日本、台湾、香港などで活動を行った。
5月、2枚目のミニアルバム『Hit Your Heart』を発売。タイトル曲「HUH」は各種チャートで1位を獲得した。7月にシングル「I My Me Mine」、10月にシングル「FIRST/Dreams Come True」を発売。またアジア・ソング・フェスティバルに出演し、流行アーティスト賞を受賞した。
2011年～
3月にシングル「Heart to Heart」を発売。
4月には韓国で初のフルアルバム『4Minutes Left』を発売。タイトル曲「鏡よ鏡」はガオン・デジタル総合チャートで2位を獲得。一方で「鏡よ鏡」の振り付けが煽情的であるという議論が起こり、KBSとSBSで振り付けが規制されることとなった。
2012年4月、ミニアルバム『Volume Up』を発売。
2013年1月、ジユンとガユンの２人でユニット「2YOON」を結成し、ミニアルバム「Harvest Moon」を発売。普段の4minuteのイメージとは異なる素朴なカントリーポップ曲「24/7」で活動を行った。
4月には4minuteとしてミニアルバム『Name Is 4Minute』を発売。

### 日本での活動
2010年
2010年の海外進出に合わせ、日本でもショーケースライブを開き、約2000人が集まった。
5月には「Muzik」の日本語版を発売し、オリコン・シングルチャートで21位を獲得。
7月、「I My Me Mine」のプロモーションのために東京、名古屋、大阪でコンサートを開き、1万人以上を動員した。
12月には日本で初のアルバム『DIAMOND』を発売し、オリコン週間チャートで27位を獲得。
2011年～
2011年3月にシングル「WHY」を発売し、オリコン週間チャートで17位を獲得。
9月にはシングル「Heart to Heart」、12月にはシングル「Ready Go」を発売。この曲は日本のドラマの主題歌にも使われた。
2012年8月、シングル『Love Tension』を発売。9月にはアルバム『Best Of 4minute』を発売。

### 契約満了から解散へ
- 2016年6月13日、専属契約満了に伴い所属事務所とキム・ヒョナとは再契約を完了、残りの4人のメンバーとは再契約するかどうかを置いて議論しているとの報道がされた[4]。
- 2016年6月16日、所属事務所側から「ジヒョン、ガユン、ジユン、ソヒョンの4人は6月14日に当社との専属契約が終了し、キューブエンターテインメントを離れることになった。」と公式声明を発表[5]。公式発表により4minuteのグループ活動が終了し、事実上解散することになった。

## 作品

### 韓国での作品
デジタルシングル
1. Hot Issue (2009年6月15日)
2. Jingle Jingle (2009年12月2日)
3. Superstar (2010年7月19日)
4. Freestyle (2011年8月4日)
5. Is It Poppin? (2013年6月28日)

ミニアルバム
1. For Muzik (2009年8月28日)
2. Hit Your Heart (2010年5月19日)
3. Volume Up (2012年4月10日)
4. Harvest Moon (2013年1月17日) - 2YOON
5. Name is 4minute (2013年4月26日)
6. 4minute World (2014年3月17日)
7. Crazy (2015年2月9日)
8. Act.7 (2016年2月1日)

フルアルバム
1. 4minutes LEFT (2011年4月6日)

### 日本での作品
シングル
1. Muzik[注釈 1]（2010年5月5日）
2. I My Me Mine（2010年7月28日）
3. First/Dreams Come True（2010年10月27日）
  - 「Dreams Come True」は韓国のテレビドラマ『ドラゴン桜〈韓国版〉』日本DVD・テレビ放送時の主題歌
4. WHY（2011年3月9日）
  - ABC・テレビ朝日系ドラマ『悪党～重犯罪捜査班』オープニングテーマ
5. WITHOUT U feat. 4Minute（2011年5月25日） - 青山テルマのシングルにフィーチャリング
6. Heart to Heart（2011年9月7日）
7. Ready Go（2011年12月7日）
  - テレビ東京系ドラマ24『ここが噂のエル・パラシオ』オープニングテーマ
8. Love Tension（2012年8月22日）

アルバム
1. DIAMOND（2010年12月15日）
2. Best Of 4minute（2012年9月26日）

## 出演

### バラエティ・音楽番組
- 2009年 MTV「MTV 4Minute」
- 2009年-2010年 KBS「青春不敗」- ヒョナ
- 2010年 MTV「4Minuteの友達デー」
- 2010年 SBS「4Minuteのオールイン」
- 2011年 Eチャネル「4MinuteのMr.ティーチャー」
- 2011年-2012年 MBN「Show K Music」- ヒョナ、ソヒョン

### 映画・ドラマ
- 2010年 映画「深夜のFM」ゲスト役 - ジヒョン、ヒョナ
- 2010年-2011年 SBSドラマ「大丈夫、パパの娘だから」- ジヒョン
- 2011年-2012年 MBCドラマ「千度のキス」- ジヒョン
- 2011年 MBCドラマ「私も、花!」 女子高生役 - ガユン
- 2012年 MBCドラマ「光と影」- ガユン
- 2018年 TV朝鮮ドラマ「大君〜愛を描く」 ルシゲ役 - ジヒョン

## 受賞歴
| 年度 | 受賞歴                                                                                                 |
| ---- | --- |
| 2009 | - デジタルミュージックアワード - Rookie of the Month ≪Hot Issue≫ - 第24回ゴールデンディスク賞 - 新人賞 |
| 2010 | - 第16回大韓民国演芸芸術賞 - 女性新人歌手賞 - 2010 アジアモデル賞授賞式 - BBF人気歌手賞                |